# Крест «За военные заслуги» (Австро-Венгрия)
Крест «За военные заслуги» (нем. Militärverdienstkreuz) — имперская австрийская, а позднее австро-венгерская военная награда, учрежденная 22 октября 1849 года императором Францем Иосифом I для офицеров армии, за военные заслуги и доблесть в военное время или выдающиеся заслуги в мирное время.

## История
Крест «За военные заслуги» учреждён 22 октября 1849 года императором Австрии Францем Иосифом I по рекомендации генерал-фельдмаршала Йозефа Радецкого. Награда должна была присуждаться офицерам австрийской армии, за военные заслуги и доблесть в военное время или выдающиеся заслуги в мирное время. Первоначально был создан только в одном классе.
Наградой были награждены все офицеры, которые служили под началом генерал-фельдмаршала Радецкого в итальянской кампании 1848-49, особенно после битвы при Новаре в 1849 году.
Новые массовые периоды награждений происходили при австро-сардинской войне 1859 года, немецко-датской войне 1864 года, австро-прусской войне 1866 года, русско-турецкой войне 1877—1878 годов и Боксёрского восстания.
Вскоре после начала Первой мировой войны 23 сентября 1914 года крест был разделён на 3 класса.
С падением Австро-Венгрии награда прекратила своё существование.

## Дизайн
Награда выполнена в форме креста в белой эмали с красной эмалью по краям, в центре на поле белой эмали нанесено слово «VERDIENST» (заслуга), разбитое на слоги «VER» и «DIENST» для центрирования. Крест украшался лавровым венком, покрытым зелёной эмалью, и лишь к началу Первой мировой войны венок стали покрывать позолотой.

## Правила ношения
Крест 1-го класса носился с левой стороны груди.

## Изображения

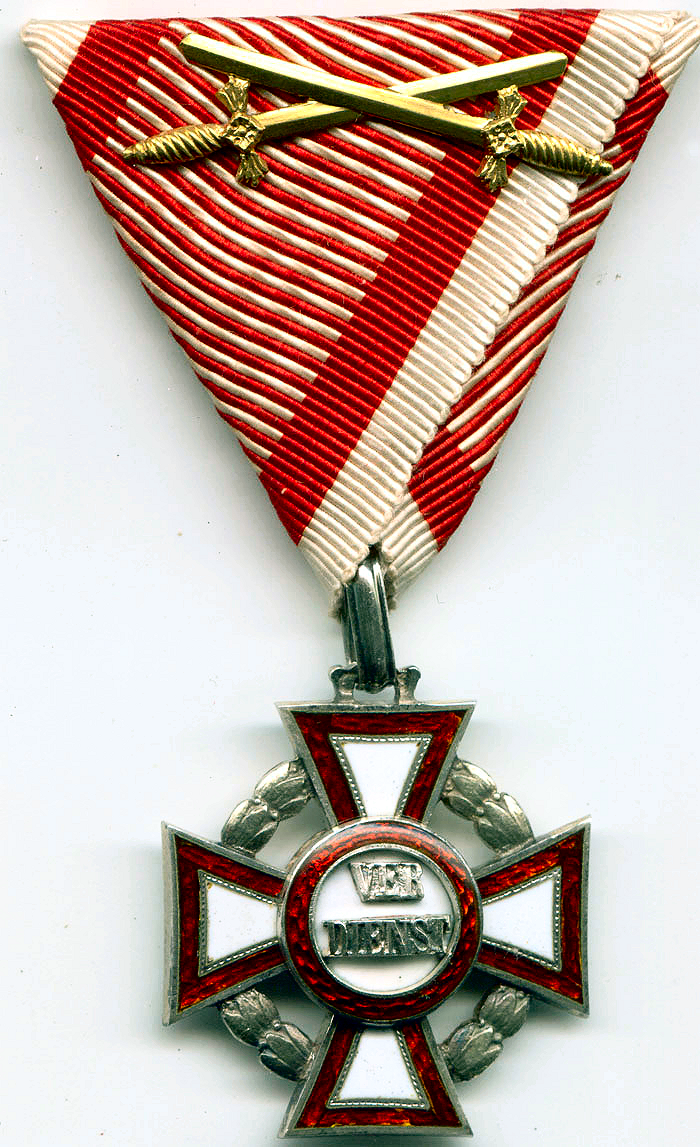
Крест 3-й степени